# Engelszell
Engelszell is een Oostenrijks trappistenbier (zonder ATP-label).
Het bier wordt sinds 2012 gebrouwen in de brouwerij van Stift Engelszell te Engelhartszell an der Donau, het enige trappistenklooster in Oostenrijk. De bieren werden vernoemd naar twee voormalige abten van de abdij. Gregorius Eisvogel was de eerste abt van 1931 tot 1950. Benno Stumpf was abt van 1953 tot 1966.
De Internationale Vereniging Trappist maakte op 15 oktober 2012 bekend dat deze bieren het logo "Authentic Trappist Product" mogen dragen. In februari 2025 verlieten de laatste (hoogbejaarde) monniken de abdij waardoor het ATP-label kwam te vervallen.

## Varianten
- Gregorius, bruin bier met een alcoholpercentage van 10,5% (22° Plato)
- Benno, amberkleurig bier met een alcoholpercentage van 6,9% (17° Plato)
- Nivard, blond bier met een alcoholpercentage van 5,5%
- Weisse, een witbier met een alcoholpercentage van 4,9%
- Zwickl, een amberkleurig bier met een alcoholpercentage van 4,7%
- Festbier, een witbier met een alcoholpercentage van 6,0% (13,5° Plato)